# The False Foundation
Albums de Archive
Restriction
(2015) Super8
(2022)
The False Foundation est le douzième album du collectif Archive qui est sorti le 7 octobre 2016. Il a été précédé par la tournée, à l'été 2016, de la Kings of the False Foundation Tour. L'album est disponible en versions numérique, CD et double album vinyle.

## Pistes
| No  | Titre                   | Commentaire | Durée |
| --- | ----------------------- | ----------- | ----- |
| 1.  | Blue Faces              |             | 7:42  |
| 2.  | Driving in Nails        |             | 6:47  |
| 3.  | The Pull Out            |             | 5:28  |
| 4.  | The False Foundation    |             | 4:27  |
| 5.  | Bright Lights           |             | 3:39  |
| 6.  | A Thousand Thoughts     |             | 5:30  |
| 7.  | Splinters               |             | 5:02  |
| 8.  | Sell Out                |             | 5:37  |
| 9.  | Stay Tribal             |             | 2:11  |
| 10. | The Weight of the World |             | 7:24  |